# Paul Hofmann (Politiker)

Paul Hofmann (1971)

Paul Hofmann (* 4. August 1913 in Eschenbach; † 3. Juni 2000 in Rapperswil, heimatberechtigt in Eschenbach) war ein Schweizer Politiker (CVP) und Rechtsanwalt.

## Biografie
Paul Hofmann, am 4. August 1913 in Eschenbach als Sohn des Buchhalters Johann Hofmann geboren, besuchte zunächst die Primarschule in Schmerikon, anschliessend die Sekundarschule in Uznach und schliesslich das Kollegium Schwyz, an dem er die Matura ablegte. Im Anschluss widmete er sich einem Studium der Rechte an den Universitäten Freiburg, Lausanne und Zürich, das er 1940 mit der Promotion zum Dr. iur. in Zürich abschloss. Danach absolvierte er bis 1945 Anwaltspraktika in Solothurn und Lichtensteig, ehe er das sankt-gallische Rechtsanwaltspatent erwarb.
In der Folge war Paul Hofmann bis 1947 als Mitarbeiter im Anwaltsbüro Kaufmann in Lichtensteig angestellt, bevor er als selbstständiger Rechtsanwalt in Rapperswil tätig war.  
Paul Hofmann war mit Verena, der Tochter des Kaufmanns Willi Schoch, verheiratet. Er verstarb am 3. Juni 2000 zwei Monate vor Vollendung seines 87. Lebensjahres in Rapperswil.

## Politischer Werdegang
Die politische Karriere Paul Hofmanns, des Mitglieds der Christlichdemokratischen Volkspartei, begann 1951 mit seiner Wahl in den Grossen Rat des Kantons St. Gallen, dem er bis 1968 angehörte. Darüber hinaus nahm er für den Kanton in den Jahren 1966 bis 1979 Einsitz in den Ständerat. Zudem wirkte er 1955 als Mitbegründer der Arbeitsgemeinschaft Linthgebiet sowie von 1972 bis 1984 als Hochschulrat der Hochschule St. Gallen.
Auf Kantonsebene engagierte Paul Hofmann sich massgeblich für die Neuregelung des Stipendienwesens, die 1967 in Kraft trat, auf Bundesebene galt sein Hauptinteresse finanzpolitischen und militärischen Fragen. 